# Rethem
Rethem (Aller) är en stad i Landkreis Heidekreis i förbundslandet Niedersachsen i Tyskland.
Staden ingår i kommunalförbundet Samtgemeinde Rethem (Aller) tillsammans med ytterligare tre kommuner.